# Myosotis keniensis
Myosotis keniensis är en strävbladig växtart som beskrevs av T. C. E. Fries. Myosotis keniensis ingår i släktet förgätmigejer, och familjen strävbladiga växter. Inga underarter finns listade i Catalogue of Life.